# Oxelösund
58°40′13.843″N 17°5′41.017″Ø / 58.67051194°N 17.09472694°Ø
Oxelösund er en by i Södermanlands län i landskapet Södermanland i Sverige. Den er administrationsby i Oxelösunds kommune og har 10.870 indbyggere (2010). 
I 1950 fik Oxelösund bystatus og er dermed en af Sveriges yngste byer. 
Byen har en velbesøgt havn, som kan betjene havgående skibe med op mod 100.000 tons lasteevne, og vigtige varer er jernmalm og olie. 
Ud over offentlige tjenesteydelser er aktiviteterne tilknyttet havnen de vigtigste erhverv i byen. 
Sydøst for Oxelösund ligger kystartillerianlægget Femörefortet (eller Femöre fort) som er sprængt ind i bjerget på halvøen Femöre.